# Classe Luigi Cadorna
La classe Luigi Cadorna fu una classe di incrociatori leggeri della Regia Marina italiana, successore della classe classe Alberto di Giussano, di cui fu solo un lieve miglioramento.
Furono costruite due navi di questa classe:
- Luigi Cadorna (demolito, 1951)
- Armando Diaz (affondato 25 febbraio 1941)